# Фуентеновілья
Фуентеновілья (ісп. Fuentenovilla) — муніципалітет в Іспанії, у складі автономної спільноти Кастилія-Ла-Манча, у провінції Гвадалахара. Населення — 610 осіб (2010).
Муніципалітет розташований на відстані близько 50 км на схід від Мадрида, 30 км на південь від Гвадалахари.
На території муніципалітету розташовані такі населені пункти: (дані про населення за 2010 рік)
- Фуентеновілья: 235 осіб
- Лас-Фуентес: 375 осіб

## Демографія
Динаміка населення (INE ):

## Галерея зображень

Розташування муніципалітету у провінції Гвадалахара